# Cyril Chamberlain
Cyril Hugh Basham Chamberlain, född 8 mars 1909 i London, död 30 april 1974 i Builth Wells, Wales var en brittisk skådespelare.

## Rollista i urval
- 1950 – Rampfeber
- 1951 – Jag stal en miljon
- 1953 – På galej i Boulogne
- 1955 – Operation Tirpitz
- 1958 – Nu tar vi sergeanten
- 1958 – Titanics undergång
- 1959 – I intimaste laget
- 1959 – Nu tar vi magistern
- 1959 – Nu tar vi polisen
- 1959 – Oss bovar emellan
- 1960 – The Pure Hell of St Trinian's
- 1961 – Oss muntra musikanter emellan
- 1963 – Nu tar vi taxin
- 1964 – Den röde agenten